# Panhard ERC
Panhard ERC (oficiálně francouzsky „Engin à Roues, Canon de 90 mm“, kolové vozidlo vyzbrojené kanónem ráže 90 mm) je francouzské průzkumné vozidlo rychlého nasazení. Ve francouzské armádě nahradil vozidla AML 60 a AML 90. Kanón ráže 90 mm může střílet i kouřovými a zápalnými střelami, nejen střelami HE, HEAT a APFSDS. Panhard ERC slouží armádám zámořské Francie, Džibutska, Gabonu a Pobřeží slonoviny.